# Blossia nigripalpis agriope
Blossia nigripalpis agriope es una subespecie de arácnido  del orden Solifugae de la familia Daesiidae.

## Distribución geográfica
Se encuentra en Somalia.